# Paula Cendejas
Paula Cendejas Repetto (Madrid, 3 de abril de 1995), conocida como Paula Cendejas, es una cantante y compositora española.

## Inicios
Desde 2015 inició creando covers de canciones en Instagram, saltó a la fama tras subir una versión en YouTube de la canción “Despacito” de Luis Fonsi & Daddy Yankee.

## Carrera
Paula Cendejas debutó como artista en la canción "Tu Cama" junto al cantante guatemalteco Jesse Baez, sencillo que fue producido por el productor y cantante español Alizzz. En 2019 firmó con el sello Whoa Music y estrenó su primer sencillo titulado "SAL DE MI CABEZA". En 2020 estrenó su canción más popular junto al rapero español C. Tangana, canción que lleva por nombre "Como habla una mujer". En 2021 lanzó su primer EP titulado Contragolpe, acompañado de una gira dentro y fuera de España.
En 2024, anunció el lanzamiento de EP, Tsunami . Tsunami es el proyecto más personal de Paula, donde muestra al oyente cuáles han sido las experiencias que más la han marcado a lo largo de su vida. Según sus palabras, Tsunami ha sido la experiencia más sanadora y satisfactoria que ha hecho en toda su carrera.
También 2024 Paula comenzó a firmar sus temas como La Cendejas en lugar de Paula Cendejas, como parte de una revelación personal y una nueva etapa en su carrera artística, destacando más su apellido.

## Discografía

### Sencillos
- 2019 - "Tu Cama" (con Jesse Baez)
- 2019 - "SAL DE MI CABEZA"
- 2019 - "Otro Lugar"
- 2019 - "YA TE AVISE"
- 2019 - "DIEZ MINUTOS" Feat. Mario Bautista
- 2019 - "OLVÍDATE"
- 2020 - "Gotitas al Viento" (con Feid)
- 2020 - "Como habla una mujer" (con C. Tangana)
- 2020 - "Ojos Negros" (con Girl Ultra)
- 2020 - "El Pacto"
- 2021 - "Sabaneta"
- 2021 - "Diferente" (con Piso 21)
- 2021 - "Promesa" (con st. Pedro)
- 2022 - "x ti"
- 2022 - "Dolía" (con Las Villa)
- 2023 - "Selena"
- 2023 - PAENAMORAR
- 2024 - TATAMI

### EPs
- 2021 - Contragolpe
- 2024 -  TSUNAMI

### Álbumes de estudio
- 2023 - FOMO